# Thung Khru
Thung Khru (thailändisch ทุ่งครุ) ist einer der 50 Bezirke (Khet) in Bangkok, der Hauptstadt von Thailand.

## Geographie
Die benachbarten Bezirke sind im Uhrzeigersinn von Norden aus: Rat Burana, Amphoe Phra Pradaeng und Amphoe Phra Samut Chedi der Provinz Samut Prakan, Bang Khun Thian und Chom Thong.

## Geschichte
Thung Khru wurde aus einem Teil des Bezirks Rat Burana gebildet. Dies wurde am 14. Oktober 1997 bekanntgegeben und trat am 6. März 1998 in Kraft. Der Name des Distrikts wurde vom Khwaeng Thung Khru übernommen, der heute einer der beiden Unterbezirke ist. 

## Produkte
Der Bezirk ist bekannt für seine Bang Mot Mandarinen (in Thai ส้มบางมด). Sowohl Thung Khru als auch Chom Thong haben jeweils einen Unterbezirk mit dem Namen Bang Mot, so profitieren beide Bezirke von der Berühmtheit der Mandarinen. (Siehe auch Weblinks)

## Sehenswürdigkeiten
- Thon Buri Rom Park

## Universitäten

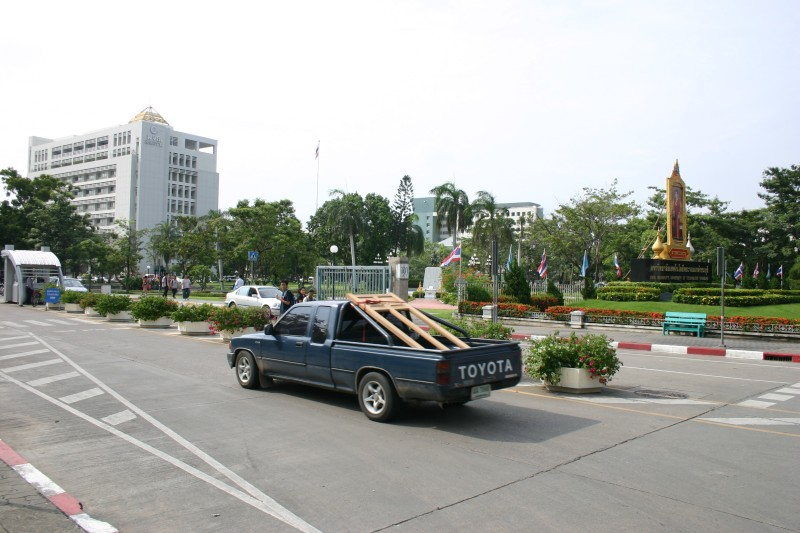
Haupteingang der King Mongkut’s University

- King Mongkut’s University of Technology Thonburi (KMUTT)

## Verwaltung
Der Bezirk ist in zwei Unterbezirke (Khwaeng) gegliedert:
| Nr. | Name       | Thai  | Einw.  |
| --- | ---------- | ----- | ------ |
| 1.  | Bang Mot   | บางมด | 53.351 |
| 2.  | Thung Khru | ทุ่งครุ  | 64.311 |